# Heide Simonis
Heide Simonis (født 4. juli 1943 i Bonn, død 12. juli 2023) var en tysk politiker for SPD. Hun studerede økonomi og sociologi i Erlangen, Nürnberg og Kiel og arbejdede derefter som lektor i tysk i Zambia i Afrika. Mellem 1993 og 2005 var hun ministerpræsident i Slesvig-Holsten. Hun var den første kvindelige ministerpræsident i Slesvig-Holsten og i hele Tyskland. Fra 2006 til 2008 var hun formand for hjælpeorganisationen UNICEF i Tyskland. 